# Microsoft проти MikeRoweSoft
Microsoft v. MikeRoweSoft (Майкрософт проти МайкРовеСофт) був юридичним спором у 2004 році між компанією Майкрософт та канадським студентом Майком Роу (Mike Rowe) щодо доменного імені «MikeRoweSoft.com». Майкрософт стверджувала, що права на їх товарний знак було порушено через фонетичну схожість між «Microsoft» і «MikeRoweSoft».
Цей випадок привернув увагу міжнародної преси через то, що сприйняли дії Майкрософт як дуже суворі стосовно бізнес-проєкту веб-дизайна учня 12-го класу, який займався їм неповний робочий день. Майк Роу отримав підтримку від онлайн-спільноти. Зрештою було досягнуто мирової угоди, коли Роу передав право власності на свій домен Майкрософту в обмін на Xbox і додаткову компенсацію.

## Передумови
– Майк Роу (Mike Rowe)
Доменне ім'я MikeRoweSoft.com було зареєстровано канадським студентом Майком Роу у серпні 2003 року. Роу створив сайт як бізнес-проєкт веб-дизайну яким вій займався частину дня, домен вибрав через фонетичний каламбур, додавши слово «soft» у кінці свого імені. Корпорація Майкрософт вважала це ім'я порушенням прав на торговельну марку через його фонетичну схожість із корпоративною назвою торгової марки та вимагала від Майка відмовитися від домену. Після отримання листа від канадських юридичних представників компанії Майкрософт, а саме від Smart &amp; Biggar 14 січня 2004 року. Майк Роу відповів з вимогою отримати компенсацію за відмову від домену.
Корпорація Майкрософт запропонувала оплатити витрати Роу за домен в розмірі 10 доларів, тобто початкову вартість реєстрації доменного імені. Роу відповів, що вимагає натомість 10 000 доларів, пізніше заявивши, що зробив це тому, що був «розлючений» на Microsoft за їх початкову пропозицію в 10 доларів. Microsoft відхилив пропозицію та надіслав лист про припинення та відмову, що було надруковано на 25 сторінках. Microsoft звинуватила Роу у створенні сайту, щоб надалі вимагати від них укласти велике фінансове врегулювання, практику, відому як кіберсквоттинг.

## Висвітлення в пресі та врегулювання
Роу звернувся до преси, створивши розголос про цей випадок та отримав підтримку для справи, включаючи пожертви понад 6000 доларів США та пропозицію безкоштовної консультації від адвоката. Одного разу Роу був змушений закрити свій сайт після того, як він був переповнений приблизно 250 000 переглядами сторінок протягом дванадцяти годин, і йому вдалося відновити роботу сайту лише після зміни постачальника послуг з більшою потужністю. Цей випадок, який ЗМІ зображували як боротьбу Давида проти Голіафа, охарактеризував Microsoft у негативному світлі. Погану рекламу, що виникла в результаті цього випадку, пізніше назвали «безладом у зв'язках з громадськістю».
Публічна демонстрація підтримки, яку отримав Роу, кажуть вплинула на «пом'якшенню позиції Microsoft», що призвело до остаточного врегулювання.
Наприкінці січня 2004 року стало відомо, що обидві сторони досягли позасудової угоди, згідно з якою Microsoft отримав контроль над доменом. Натомість Microsoft погодилася оплатити всі витрати, понесені Роу, включаючи створення нового сайту та перенаправлення трафіку на MikeRoweforums.com, вебсайт, який зараз не існує. Крім того, Microsoft надала Роу підписку на Microsoft Developer Network, оплачену поїздку для нього та його родини на Microsoft Research Tech Fest у їхній штаб-квартирі в Редмонді, штат Вашингтон, курси по сертифікації Microsoft, а також подарували приставку Xbox із набором ігор. Після онлайн-опитування Роу пожертвував більшу частину свого фонду правового захисту дитячій лікарні, а гроші, що залишилися, витратив на своє майбутнє навчання в університеті.

## Подальший розвиток подій
– Речник Майрософт Джим Деслер (Jim Desler) 
Після врегулювання суперечки з Майкрософт Роу спробував продати документацію, яку він отримав, на онлайн-аукціоні eBay, описавши її як «частину історії Інтернету». Матеріали включали одну копію оригінального 25-сторінкового листа про припинення та відмову, а також книгу ВОІВ товщиною дюйм, що містить копії торгових марок, веб-сторінок та електронних листів між ним і Microsoft. Аукціон отримав понад півмільйона переглядів сторінок, а ставки зросли до понад 200 000 доларів США. Високі ставки виявилися шахрайськими, і аукціон був обмежений для попередньо схвалених учасників. Після перезапуску з резервної ціни в 500 доларів документи зрештою продали за 1037 доларів.
Пізніше Microsoft визнала, що, можливо, вони були занадто агресивними у захисті торгової марки «Microsoft». Після цієї справи Струан Робертсон, редактор Out-Law.com, висловив припущення, що Microsoft не мала іншого вибору, окрім як продовжувати розгляд проблеми, коли про неї стало відомо, інакше вони ризикували б послабити свою торгову марку. Цю точку зору також підтримав ZDNet, який зазначив, що якби Microsoft свідомо проігнорував сайт Майка Роу, компанія ризикувала б втратити право боротися з майбутніми порушеннями торгових марок. Робертсон висловив думку, що — якби почалося судове провадження — Роу навів би вагомі аргументи на користь збереження свого домену, оскільки він використовував своє справжнє ім'я і не стверджував, що він пов'язаний з Microsoft.

## Список посилань
1. 1 2 3  Kotadia, Munir (19 січня 2004). Software giant threatens mikerowesoft (англ.). ZDNet. Архів оригіналу за 12 квітня 2009. Процитовано 1 жовтня 2008. [Архівовано 2009-04-12 у Wayback Machine.]
2. 1 2 3  Sieberg, Daniel (20 січня 2004). Teen fights to keep MikeRoweSoft.com. CNN. Процитовано 1 жовтня 2008.
3. ↑  Barker, Gary (21 січня 2004). Teenager takes on a corporate monster. The Age. Melbourne. Процитовано 2 жовтня 2008.
4. ↑  Boy swaps MikeRoweSoft for Xbox. BBC News. 26 січня 2004. Процитовано 1 жовтня 2008.
5. ↑  KOMO Staff & News Services (18 січня 2004). Microsoft vs. Mikerowesoft. KOMO News. Процитовано 19 липня 2016.
6. ↑  Microsoft Not Soft On Mike Rowe. CBS News. 20 січня 2004. Процитовано 1 жовтня 2008.
7. ↑  Microsoft takes on teen over domain name. USA Today. 19 січня 2004. Процитовано 8 жовтня 2008.
8. ↑  Microsoft takes on teen's site MikeRoweSoft.com. CNN. 20 січня 2004. Архів оригіналу за 27 травня 2008. Процитовано 1 жовтня 2008.
9. 1 2 3 4 5  Festa, Paul (2 лютого 2004). MikeRoweSoft sell-off bids going, going...down. CNET. Процитовано 1 жовтня 2008.
10. 1 2  Kotadia, Munir (26 січня 2004). MikeRoweSoft settles for an Xbox. CNET. Процитовано 1 жовтня 2008.
11. 1 2  Carmichael, Amy (5 лютого 2004). Microsoft vs. mikeRowesoft ends amicably. The Globe and Mail. Процитовано 1 жовтня 2008.
12. 1 2  Microsoft lightens up on teen's mikerowesoft site. USA Today. 20 січня 2004. Процитовано 1 жовтня 2008.
13. ↑  Bishop, Todd (21 січня 2004). Mikerowesoft vs. Microsoft: The saga continues. Seattle Post-Intelligencer. Процитовано 1 жовтня 2008.
14. ↑  Microsoft to take over MikeRoweSoft.com. CNN. 26 січня 2004. Архів оригіналу за 24 лютого 2008. Процитовано 1 жовтня 2008.
15. 1 2  MikeRoweSoft Names His Price. Wired. Wired News. 26 січня 2004. Процитовано 1 жовтня 2008.
16. ↑  Sjöberg, Lore (24 березня 2004). Anti-MS Fund Goes to Charity. Wired. Wired News. Процитовано 1 жовтня 2008.
17. ↑  Teen who battled Microsoft donates defense fund to charity. USA Today. 25 березня 2004. Процитовано 3 жовтня 2008.
18. ↑  Sued teen sells letter from Microsoft. Taipei Times. 9 лютого 2004. Архів оригіналу за 12 квітня 2009. Процитовано 1 жовтня 2008.
19. 1 2  Kotadia, Munir (20 січня 2004). Microsoft: We took MikeRoweSoft too seriously. ZDNet. Архів оригіналу за 10 квітня 2009. Процитовано 1 жовтня 2008. [Архівовано 2009-04-10 у Wayback Machine.]
20. ↑  Kotadia, Munir (20 січня 2004). MikeRoweSoft garners funds to fight back. ZDNet. Архів оригіналу за 2 жовтня 2008. Процитовано 9 жовтня 2008.